# فاليري ورث
فاليري ورث (بالإنجليزية: Valerie Worth)‏ هي كاتِبة وشاعرة أمريكية، ولدت في 29 أكتوبر 1933 في فيلادلفيا في الولايات المتحدة، وتوفيت في 31 يوليو 1994 في كلينتون في الولايات المتحدة بسبب سرطان.